# Pietrzyków-Kolonia
Pietrzyków-Kolonia – wieś w Polsce położona w województwie wielkopolskim, w powiecie wrzesińskim, w gminie Pyzdry.
W latach 1975–1998 miejscowość administracyjnie należała do województwa konińskiego.
Zobacz też: Pietrzykowo, Pietrzyków